# Савинка (Московская область)
Савинка — деревня в городском округе Серебряные Пруды Московской области России.

## География
Находится в южной части Московской области на расстоянии приблизительно 9 км на восток-юго-восток по прямой от окружного центра поселка Серебряные Пруды.

## История
Известна с 1597 года как пустошь. В 1795 году это сельцо из 27 дворов, принадлежавшее 16 владельцам.
В 1905 году — 73 двора, в 1974 году — 31 двор. В советское время работал колхоз имени Коминтерна.
В период 2006—2015 годов входила в состав Успенского сельского поселения Серебряно-Прудского района. Ныне имеет дачный характер, рядом расположено одноимённое садоводческое товарищество.

## Население
Постоянное население составляло 233 жителя (1795), 244 (1858), 400 (1885), 541 (1905), 65 (1974), 0 как в 2002 году, так и в 2010.